# Church Square (Pretoria)

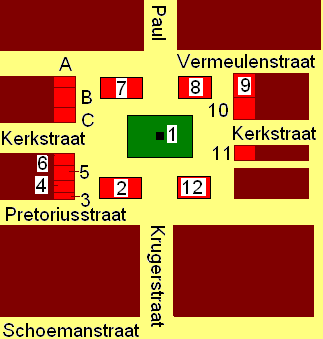
1: Paul Kruger Denkmal
2: Altes Parlament 1891
3: Altes Kapitoltheater 1931
4: Alte Niederländische Bank 1897
5: Regskamers 1891
6: Café Riche 1905
7: Justizpalast 1902
8: Alte Zentralbank und Alte Versicherung 1930 and 1929
9: Erste Volksbank 1930
10: Barclays Bank ca. 1930
11: Tudorgebäude 1904
12: Standard Bank 1934
A: Hauptpostgebäude 1887
B: Alte Münze 1892 und 1903
C: Afrikabank 1906, seit 1996 Postmuseum

Der Church Square oder Kerkplein ist das historische Zentrum der südafrikanischen Hauptstadt Pretoria. Er ist der Kreuzungspunkt der Straßen Paul Kruger Street und Church Street. Des Weiteren münden die Straßen Parliament, Palace und Mutual Street sowie Bank Lane in den Platz. 
Der Platz wurde 1855 auf Veranlassung von Marthinus Wessel Pretorius, dem damaligen Präsidenten der Südafrikanischen Republik, als Marktplatz und Platz für eine Kirche angelegt. Des Weiteren diente der Church Square als Sportplatz.
Die erste Kirche wurde bereits 1857 vollendet. Diese brannte jedoch 1882 ab, so dass 1884 bis 1885 die zweite reformierte Kirche errichtet wurde. Diese wurde dann zwischen 1904 und 1905 abgerissen.
In der Mitte des Platzes befindet sich in einer kleinen Parkanlage die Statue von Paul Kruger, die von vier Statuen von Burensoldaten gesäumt wird. Das Werk wurde 1896 vom Sammy Marks in Auftrag gegeben. Anton van Wouw war der Bildhauer. Sie wurde ursprünglich im Princes Park aufgestellt und stand ab 1925 vor dem Hauptbahnhof. Der südafrikanische Premierminister Daniel François Malan enthüllte sie schließlich am 10. Oktober 1954 an ihrem heutigen Platz.
Historisch besonders bedeutsame Gebäude am Church Square sind der Ou Raadsaal, das Parlamentsgebäude der Südafrikanischen Republik bzw. der Provinz Transvaal, und der Justizpalast, wo am 31. Mai 1961 durch Charles Robberts Swart die Republik ausgerufen wurde und von 1963 bis 1964 der Rivonia-Prozess stattfand.

## Nachweise
1. 1 2  Pretoria Timeline 1800-2009. In: South African History Online. Abgerufen am 27. Juni 2013.
2. ↑  Dr D.F. Malan unveils the statue of Paul Kruger on Church Square, Pretoria. In: South African History Online. Abgerufen am 27. Juni 2013.
3. ↑  A Sad Day in Pretoria. In: http://www.andrewcusack.com. Abgerufen am 27. Juni 2013.

Koordinaten: 25° 44′ 45″ S, 28° 11′ 15″ O